# Жостер слабительный
Жо́стер слабительный (лат. Rhámnus cathártica) — кустарник; вид рода Жостер (Rhamnus) семейства Крушиновые. Часто встречается под синонимичным названием Круши́на слаби́тельная.
В Толковом словаре Владимира Даля зафиксировано слово «жостер», равно относящееся к видам Крушина ломкая (Frangula alnus) и Крушина слабительная.

## Ботаническое описание
Жостер слабительный — кустарник примерно 3 м высоты, с оттопыренными ветвями. Кора молодых побегов серебристо-серого цвета, позже становится буро-чёрной. Растение легко отличить по прямым колючкам, в которые превращаются верхушки ветвей.
Супротивные листья с черешками, яйцевидные или эллиптические, слегка заострённые, глянцевитые, с тремя парами дугообразных боковых жилок, по краю городчато-пильчатые.
В пазухах листьев располагаются собранные пучками по 10—15 в зонтики четырёхчленные неприметные зеленовато-жёлтые цветки. Цветёт с мая по июнь.
Формула цветка: {\displaystyle \ast K_{(4)}\;C_{4}\;A_{4}\;G_{0}} и  {\displaystyle \ast K_{(4)}\;C_{4}\;A_{0}\;G_{({\underline {4}})}}. 

Из цветков развиваются округлые плоды — ценокарпные костянки — размером с горошину, сначала зелёные, потом чернеющие. Косточки выпуклые со спинной стороны и со слабой гранью с брюшной. В отличие от них косточки ядовитых плодов близкородственного вида крушины ольховидной плосковыпуклые, с хрящеватым двойным «клювиком».

## Распространение и экология
Жостер слабительный растёт как на солнечных сухих местах, так и на влажных почвах в заболоченных лесах. Встречается по канавам и у заборов, в зарослях кустарников, на кладбищах, по лесным опушкам и на болотах.
Распространен в Европе, Западной Сибири, Казахстане и Средней Азии, на Кавказе. Растёт по склонам холмов и речных долин, куртинами в степи, по склонам гор до 1700 м над уровнем моря, на галечниках. Местами образует довольно обширные заросли.

## Химический состав
Во всех частях растения (в коре, листьях, почках и плодах) крушины содержатся антрагликозиды, которые обусловливают основное фармакологическое действие препаратов из растения. Основными антрагликозидами являются биозиды: глюкофрангулин А (6α-L-рамнозил-8β-D-глюкозид франгула-эмодина), глюкофрангулин В (6α-D-апиофуранозил-8β-D-глюкозид франгула-эмодина); монозиды франгулин А и франгулин В.
В листьях до 700 мг% витамина C.

## Хозяйственное значение и использование
Лекарственное, красильное растение, дающее почти всю цветовую гамму красителей; обеспечивает очень стойкое окрашивание шёлковых, шерстяных и хлопчатобумажных тканей, почти не выгорающих на солнце. Используется также для получения древесины.
Медонос. Даёт пчёлам поддерживающий взяток после главных весенних медоносов. На влажных местах под пологом леса нектароносность увеличивается. Мёд жёлтый, не засахаривается.
Из листьев делали концентрат для витаминизации пищевых продуктов.

### Медицинское применение
В качестве лекарственного сырья используют собранные поздней осенью зрелые и высушенные плоды крушины слабительной (лат. Fructus Rhamni catharticae).
Состав веществ, определяющих слабительное действие, близок к веществам из коры крушины ломкой. Антрагликозид (антроновый гликозид) — франгулярозид и его производные глюкофрангулин, эмодин и франгулин определяют физиологическое действие крушины. Первичный антрагликозид франгулярозид обладает рвотным действием, а окисленные формы — слабительным.

## Классификация

### Таксономическое положение
- Rhamnus cathartica L., 1753, Sp. Pl. : 193

Вид Жостер слабительный относится к роду Жостер (Rhamnus) семейства Крушиновые (Rhamnaceae) порядка Розоцветные (Rosales), последовательно входящего в более крупные клады Фабиды → Розиды → Суперрозиды → Эвдикоты → Цветковые растения. Таксономическая схема в соответствии с Системой APG IV по состоянию на июнь 2024 года:
|  |                          |  |                                   |                                   |                      |  | еще 8 семейств | еще 8 семейств |                         |  |  |  | еще 148 подтвержденных видов и 123 вида, ожидающих подтверждения |
|  |                          |  |                                   |                                   |                      |  | еще 8 семейств | еще 8 семейств |                         |  |  |  | еще 148 подтвержденных видов и 123 вида, ожидающих подтверждения |
|  |                          |  |                                   | порядок Розоцветные               |                      |  |                |                | род Жостер              |  |  |  |                                                                  |
|  |                          |  |                                   | порядок Розоцветные               |                      |  |                |                | род Жостер              |  |  |  |                                                                  |
|  | клада Цветковые растения |  |                                   |                                   | семейство Крушиновые |  |                |                | вид Жостер слабительный |  |  |  |                                                                  |
|  | клада Цветковые растения |  |                                   |                                   | семейство Крушиновые |  |                |                |                         |  |  |  |                                                                  |
|  |                          |  | ещё 63 порядка цветковых растений | ещё 63 порядка цветковых растений |                      |  |                | еще 60 родов   | еще 60 родов            |  |  |  |                                                                  |
|  |                          |  |                                   | ещё 63 порядка цветковых растений |                      |  |                |                | еще 60 родов            |  |  |  |                                                                  |

### Синонимы
- Cervispina cathartica Moench
- Rhamnus cadevalli Pau
- Rhamnus elbursensis Gauba & Rech.f.
- Rhamnus hydriensis Hacq.
- Rhamnus sylvatica J.Serres
- Rhamnus wichellii hort. ex K.Koch
- Rhamnus wicklia hort. ex K.Koch
- Rhamnus wihhor Luce
- Rhamnus willdenowiana Roem. & Schult.
- Rhamnus xanthocarpa hort. ex K.Koch